# Atletica leggera ai XVII Giochi del Mediterraneo - 10000 metri piani maschili
Le gare di atletica leggera nella categoria 10000 metri piani maschili si sono tenute il 27 giugno 2013 al Nevin Yanıt Atletizm Kompleksi di Mersin.

## Calendario
Fuso orario EET (UTC+3).
| Data      | Ora   | Turno  |
| --------- | ----- | ------ |
| 27 giugno | 21:05 | Finale |

## Risultati
I 7 atleti partecipanti disputano direttamente la finale.

### Finale
| Pos. | Atleta              | Nazionalità | Tempo    | Note |
| ---- | ------------------- | ----------- | -------- | ---- |
|      | Polat Kemboi Arıkan | Turchia     | 28'17"26 |      |
|      | Aziz Lahbabi        | Marocco     | 28'55"24 |      |
|      | Soufiyan Bouqantar  | Marocco     | 28'57"82 |      |
| 4    | Ahmed El Mazoury    | Italia      | 29'59"28 |      |
| 5    | Riad Guerfi         | Francia     | 31'04"03 |      |
| 6    | Ilir Kellezi        | Albania     | 33'29"09 |      |
| 7    | Halil Akkaş         | Turchia     | -        | DNF  |